# Norddeutsche Eisenbahngesellschaft Niebüll
De Norddeutsche Eisenbahngesellschaft Niebüll GmbH (afgekort neg) is een Duitse spoorwegonderneming en spoorwegbeheerder uit Niebüll, Sleeswijk-Holstein. Sinds april 2004 is NEG een dochteronderneming van de Luxemburgse staatspoorwegen Chemins de Fer Luxembourgeois (CFL).

## Geschiedenis

### Voorgeschiedenis van NEG
Op 22 januari 1895 werd de "Kleinbahn Niebüll-Dagebüll oHG" in Niebüll opgericht. 13 juni van hetzelfde jaar werd de 13,78 kilometer lange metersporige lijn Niebüll - Dagebüll geopend. Deze spoorlijn hoorde tot de vroegere 24 lokale en private spoorwegen in Sleeswijk-Holstein. Tegenwoordig zijn er nog drie spoorlijn daarvan over. In 1911 werd de spoorlijn verlegd tot de pier (Mole) van Dagebüll, waardoor er een directe aansluiting ontstond op de stoomschepen van Wyker Dampfschifss-Reederei (W.D.R.). De spoorlijn werd van meterspoor naar normaalspoor omgespoord in 1926, hierdoor werd het mogelijk om van en naar Dagebüll Mole koerswagens in te voeren naar diverse grote Duitse steden. In 1965 werd de naam veranderd naar Nordfriesische Verkehrsbetriebe AG (NVAG). Tevens werd de maatschappij uitgebreid met een expeditie en een busbedrijf.
In 2000 werd het netwerk uitgebreid met de spoorlijn Niebüll - Tønder (grens). Samen met de DSB werd de verbinding Niebüll - Tønder - Esbjerg weer gereactiveerd voor recreatieverkeer in de zomer van 2001 en 2002, vanaf 2003 het gehele jaar door de Nord-Ostsee-Bahn. In 2002 werd NVAG actief in het goederenverkeer. 
Op 31 december 2003 werd de Nordfriese Verkehrsbetriebe AG (NVAG) failliet verklaard.

### NEG over de vlag van CFL
De Norddeutsche Eisenbahngesellschaft Niebüll begon in 1998 toen de Uetersener Eisenbahn van de spoorlijn Tornesch - Uetersen ermee stopten. Het materieel evenals de 4,4 kilometer lange spoorlijn werd deels overgenomen via koop of via pacht. In 2001 werd NEG overgenomen door de Luxemburgse CFL. 
Op 1 april 2004 nam de Luxemburgse CFL via haar dochteronderneming NEG uit Uetersen als nieuwe NEG Niebüll GmbH de exploitatie (goederen- en reizigersverkeer evenals infrastructuur) en de werkplaatsen van de failliete NVAG over. In 2004 werd de goederentak van NEG in Denemarken opgericht, namelijk de Dansk Jernbane ApS. Danks Jernbane en de Duitse goederentak van NEG werd in november 2006 ondergebracht bij het Luxemburgse CFL Cargo Danmark respectievelijk CFL Cargo Deutschland.

## Spoorlijnen

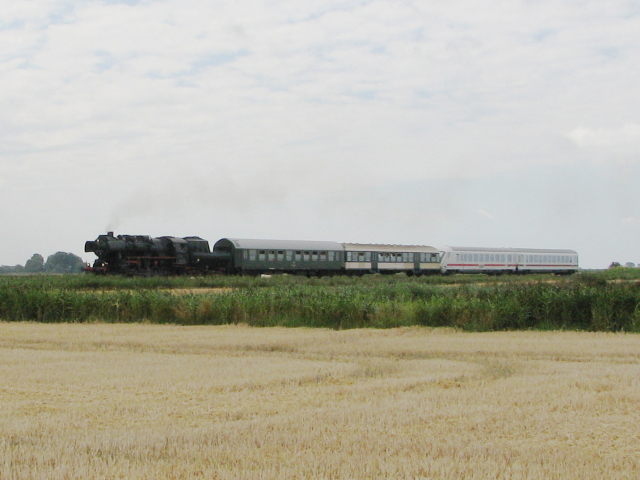
Door een stoomlocomotief getrokken trein op weg van Dagebüll naar Niebüll (met Intercity-koerswagens aan het einde van de trein) (2008)

De volgende spoorlijnen zijn bij NEG in beheer, die hier acteert als spoorwegbeheerder. 
- Niebüll - Dagebüll
- Niebüll - Tønder tot de Deense grens
- Tornesch - Uetersen

## Materieel
NEG heeft een divers materieelpark van treinstellen, locomotieven, rijtuigen en bijzonder materieel.

### Treinstellen

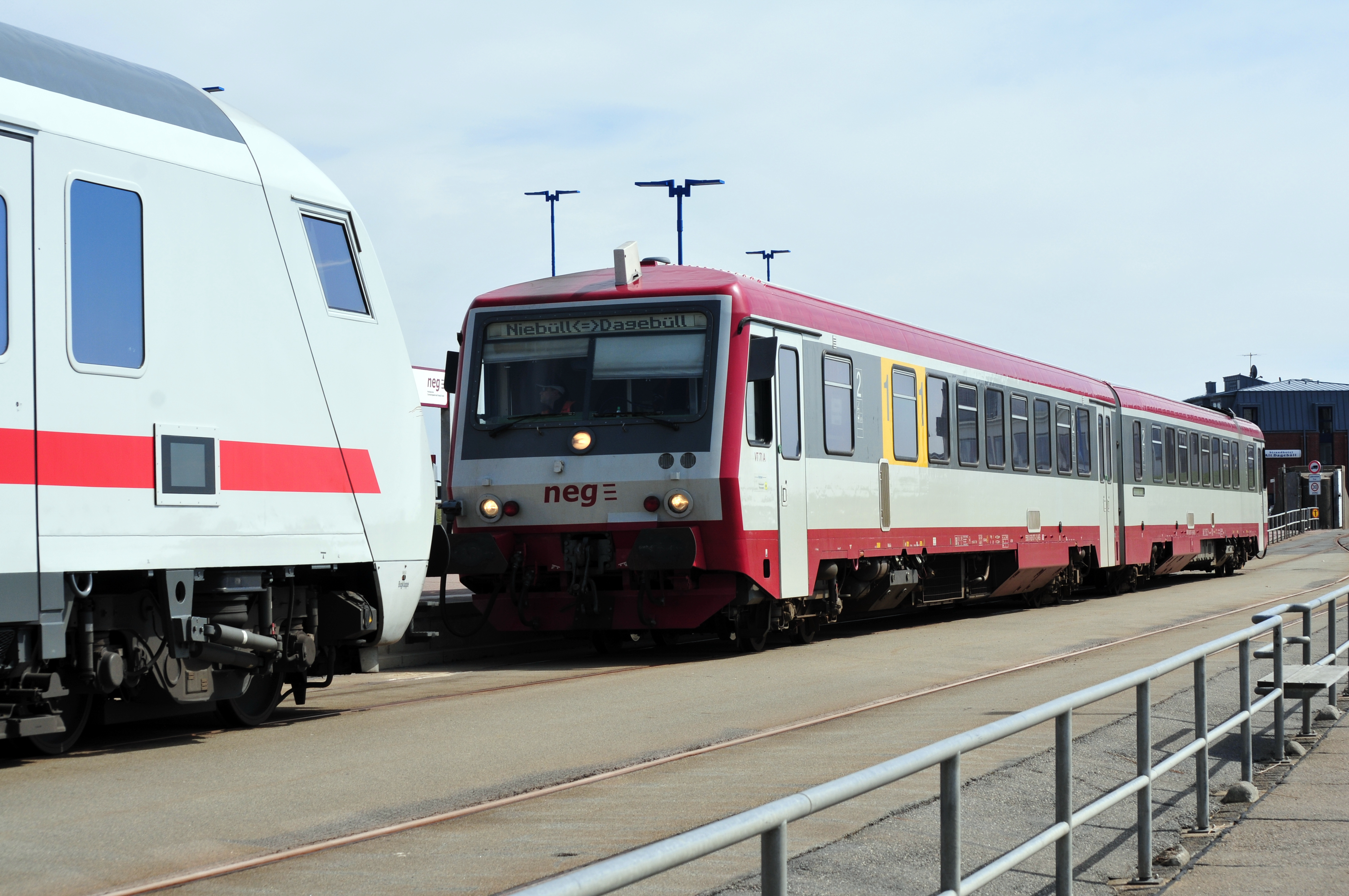
Baureihe 628 van NEG in station Dagebüll Mole (2013)

NEG heeft drie gebruikte treinstellen, namelijk één ÖBB 5047 en twee Baureihe 628/629. 
De ÖBB 5047 is gebouwd door Jenbacher Werke AG in 1995 in Oostenrijk. Het treinstel bestaat uit één deel, heeft een maximumsnelheid van 100 km/h en een kleine eerste klasse. De 5047 is inzetbaar in zowel Duitsland als Denemarken.
De beide Baureihe 628/629 zijn gebouwd door Düwag in 1994 en 1995. De twee treinstellen zijn niet helemaal gelijk. De oudste van de twee heeft geen eerste klasse en mag niet in Denemarken rijden. Ook heeft die trein geen reizigersinformatiesysteem. Beide treinstellen bestaan uit twee delen en hebben een maximumsnelheid van 120 km/h.

### Locomotieven
NEG heeft twee diesellocomotieven, één Baureihe 211 en één DSB MZ. 
De Baureihe 211 is een rangeerlocomotief die ook geschikt is voor het trekken van treinen over langere trajecten. De Baureihe 211 is in 1961 gebouwd door Krupp. De locomotief is van origine Duits maar mag ook in Denemarken rijden. De locomotief heeft een maximumsnelheid van 100 km/h.
De DSB MZ 1493 is een locomotief die voornamelijk wordt ingezet in de treindiensten en in mindere mate voor rangeren. De MZ 1493 is in 1973 gebouwd door NOHAB. De locomotief is van origine Deens maar mag ook in Duitsland rijden. De locomotief heeft een maximumsnelheid van 165 km/h.

### Rijtuigen

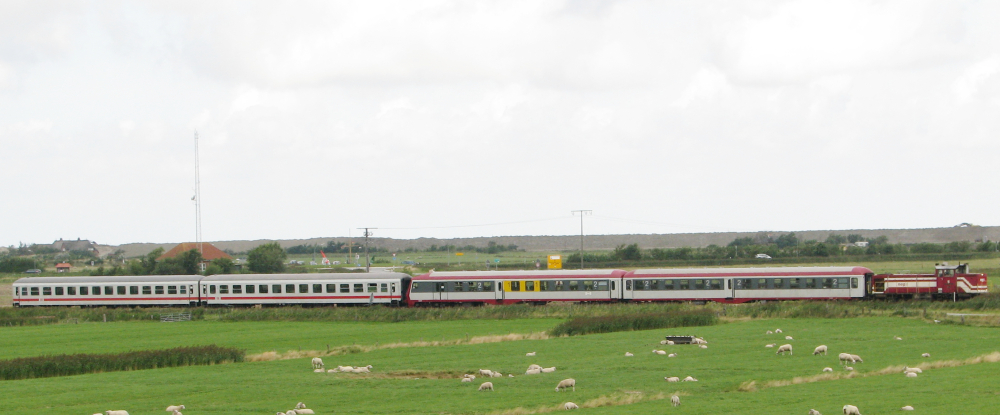
Een trein met DB- en NEG-rijtuigen tussen Dagebüll en Niebüll (2008)

De rijtuigen van NEG worden voornamelijk ingezet als koerswagen in de Intercity-diensten van DB Fernverkehr naar diverse steden in Duitsland. In totaal gaat het om 6 rijtuigen met verschillende indelingen. De rijtuigen zijn voormalige Deutsche Bahn Intercity-rijtuigen en worden nog steeds als dusdanig ingezet. De meeste rijtuigen hebben nog de DB-Intercityhuisstijl. De rijtuigen zijn geschikt voor snelheden tot 200 km/h, wat standaard is voor Duitse Intercityrijtuigen. De volgende rijtuigsoorten zijn bij NEG in dienst:
- Bpmz: standaard tweede klas rijtuig;
- Bfpmdz: tweede klas rijtuig met stuurstand en fietsgedeelte;
- Bpmdz: tweede klas rijtuig met fietsgedeelte;
- Bpmbz: tweede klas rijtuig met gedeelte voor rolstoelen;
- Arkimmbz: restauratierijtuig met eerste klas;
- Bimdz: tweede klas rijtuig met coupés en een fietsgedeelte.[4]

### Bijzondere rijtuigen

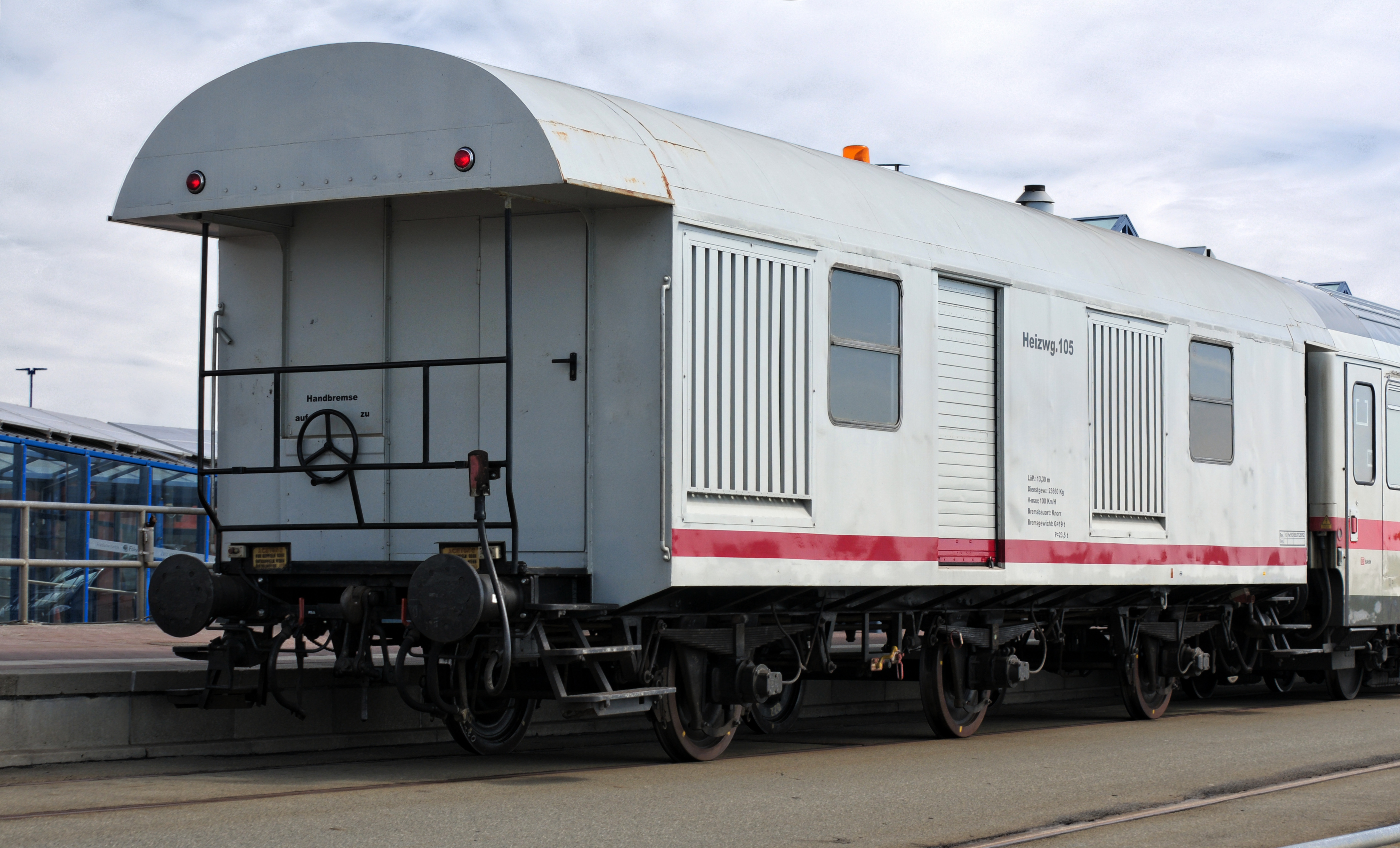
Energiewagen 105 in Intercitykleuren achter een Intercityrijtuig in Dagebüll Mole (2013)

De bijzondere rijtuigen worden ingezet als aanvulling op de NEG-treinen. Het gaat hierbij om twee goederenwagens en twee energiewagens.
De twee goederenwagens zijn voormalige Deutsche Reichsbahn gesloten goederenwagens van het type G10 (in de DR-tijd Hbs). De goederenwagens worden ingezet voor het vervoeren van stukgoederen op de spoorlijnen van NEG en hebben nog de huisstijl van NVAG. 
De twee energiewagens worden ingezet om de Intercityrijtuigen voor te verwarmen en van energie te voorzien wanneer deze opgesteld staan en de locomotief nog niet aanwezig is. De twee energiewagens komen van AKN Eisenbahn en OHE. De AKN-wagen is nog in AKN-huisstijl, de OHE-wagen is overgeschilderd in de DB-Intercitykleuren.

## Aanbod

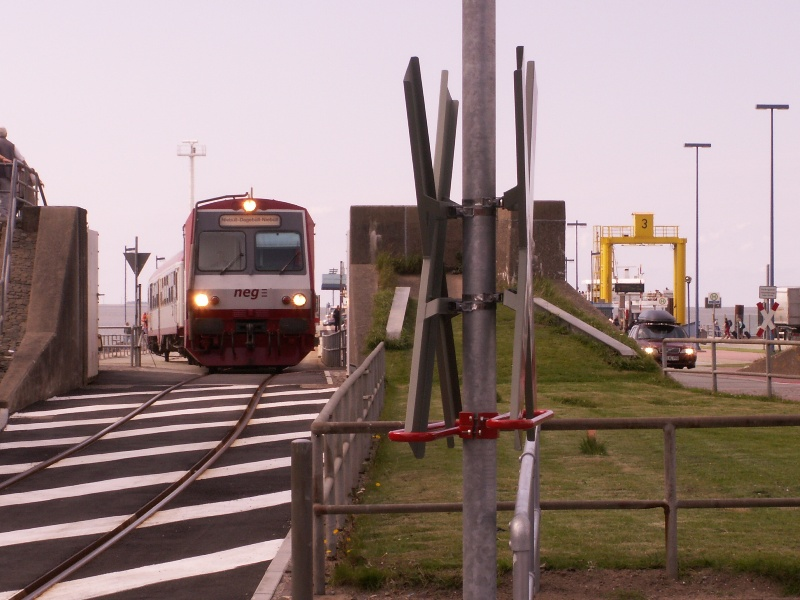
Een trein van NEG passeert de coupure bij de haven van Dagebüll (2007)

Op de spoorlijn Niebüll - Dagebüll exploiteert de NEG een regelmatige dienstregeling, afgestemd op de aankomst- en vertrektijden van de veerboten naar Föhr en Amrum evenals op de Intercity-diensten van DB Fernverkehr. In de zomermaanden worden bij enkele ritten koerswagens ingezet, die vanaf de DB-Intercity's worden afgekoppeld en aan de trein van NEG in Niebüll worden aangekoppeld. 
Voor de periode van februari 2011 tot december 2025 ontving NEG eind augustus 2013 onderhands een contract met een jaarlijkse omvang van 92.000 treinkilometers.
De spoorlijn van Niebüll via Tøder naar Esbjerg werd naar een aanbesteding gemeenschappelijk met Arriva Tog A/S geëxploiteerd. Sinds december 2010 wordt het traject volledig geëxploiteerd.